# Robert Stone
Robert Stone, född 21 augusti 1937 i Brooklyn, New York, död 10 januari 2015 i Key West, Florida, var en amerikansk författare. Han debuterade 1967 med Hall of Mirrors. Till svenska har två av hans verk översatts: Flagga för soluppgången (sv. 1983) och Vrakudden (sv. 1993).